# Селиштени (Мехединци)
Селиштени (рум. Selișteni) насеље је у Румунији у округу Мехединци у општини Хусничоара. Oпштина се налази на надморској висини од 300 m.

## Становништво
Према подацима из 2002. године у насељу је живело 224 становника, од којих су сви румунске националности.